# ペカロンガン
ペカロンガンはインドネシアのジャワ島の中部ジャワ州の都市。以前はペカロンガン県の県都だったが、現在は州の下で独立した行政を行っている。州の最重要港で、バティックが有名。2014年12月からUNESCOの世界創造都市網に加入している。この加入は東南アジア初である。オランダ時代はパカロンガンと呼ばれた。

## 歴史

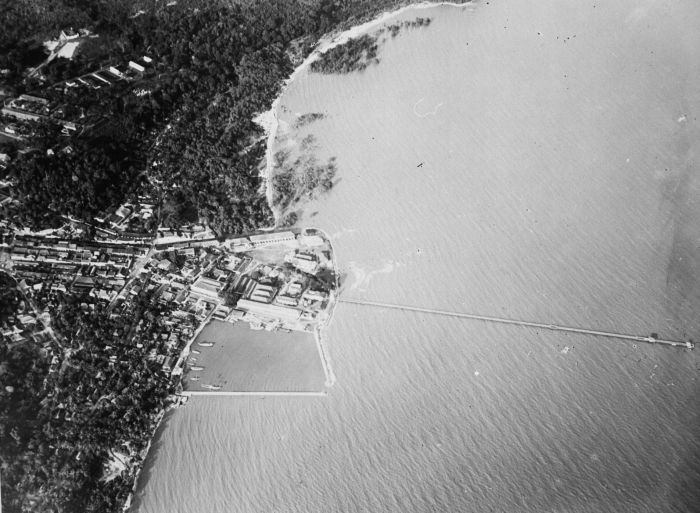
1933～1940年頃のペカロンガン港

ペカロンガン周辺の沿岸部はかつてカリンガ王国の一部だった。近隣のバタン県(中部ジャワ州)で発見された7世紀のソジョメルト碑文はカリンガ王国やシャイレーンドラ朝の祖先との繋がりを示すものである。カリンガ王国の首都の正確な場所は未だ分からないが、ペカロンガンとジェパラの間のどこかと言われている。時代を経てカリンガがペカロンガンに変わったのかも知れない。
1178年の宋の役人の記録に既にペカロンガンが出ている。中国商人にはプカロンと呼ばれ、ジャワ島の港だった。ジャワの王はプカロンに住み、髪を後ろで束ねていた。国民は短髪で色鮮やかな布を纏っていた。中国商船は11月に広州市を出発し、昼夜を問わず船を走らせ約1月でプカロンに到着した。彼らはココナッツ製ワインや紅白砂糖黍を作った。王国は青銅や銅の硬貨を造り、銅貨60枚で金1両と交換した。特産品は黒胡椒やクローブ、香木、沈香、カルダモンだった。
17世紀初頭、ペカロンガンは条約や婚姻を通してマタラム王国の一部になった。ジャワ島内陸を中心とするマタラム王国の中ではペカロンガンは辺縁部に位置していた。しかしペカロンガンは裕福な地域であり、莫大な硬貨や農産物を中央に送り続けたことによって17世紀末までにはマトラム王国の中でゆるぎない地位を占めていた。
18世紀、ペカロンガンは不況に陥り、オランダ東インド会社が政治・経済両面で影響を及ぼし始めた。
1753年、オランダは今も残る要塞をペカロンガンに建てた。

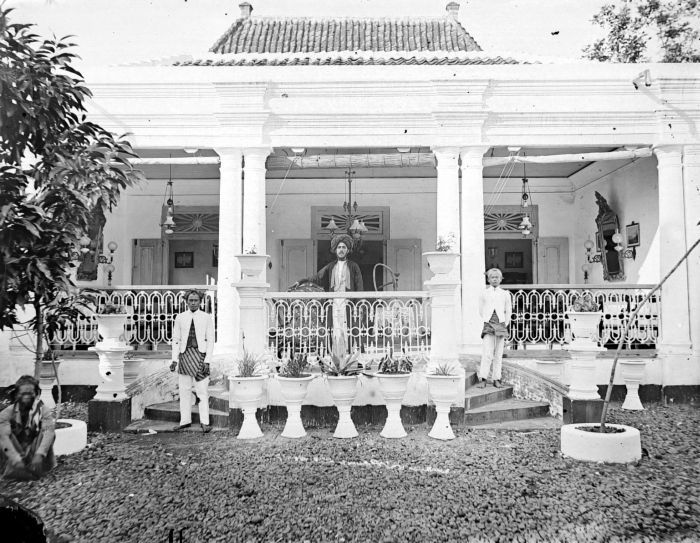
アラブ人船長が住んだ豪邸

1830年代から、ペカロンガンは砂糖の一大生産地になった。砂糖黍は12世紀にはすでに栽培されていたと中国の歴史書に有るが、19世紀半ばのオランダの施策により生産が拡大した。この時期の増産は、農民は労働をもって国に奉仕すべしとするジャワ的な観念に乗じたオランダ植民地政府が賦役労働を課すことで達成されたものである。
1860年代から1890年代にかけて賦役制度は廃止され、労働者は直接給料を受け取るようになった。
1930年代、植民地体制下の砂糖産業は世界恐慌によって壊滅した。しかし、砂糖は独立後もこの地域の重要輸出品で在り続けた。
1945年10月8日、3地方運動と呼ばれる反封建制運動がペカロンガン、テガルおよびブレベスの3地方で勃発した。目標は貴族(ジョグジャカルタとスラカルタの王の血族)が独占する県令の地位を庶民の手で奪取する事だった。運動指導者は旧県令が第二次世界大戦中日本に協力し、人々を収容所に送っていたと扇動した。運動を率いるサルジヨは新しい県令になった。指導者のひとり、サキルマンはインドネシア共産党(PKI)の地域指導者でもあった。旧県令は逮捕され、裸に剥かれ、牢に繋がれた。他の政府役人や警察職員は拉致され、タラン橋で虐殺された。また、この運動はブレベスの中国人に対して人種暴動を起こした。ジョグジャカルタのインドネシア政府はこの運動に反対し、違法活動と宣言した。9月4日、運動はインドネシア軍最高司令部とペカロンガン県庁を襲撃した。12月21日、インドネシア軍は激しい戦いの末に彼らを鎮圧した。ほとんどの指導者が逮捕・投獄された。この反乱は「3地方事件」と呼ばれている。

## 地理
ペカロンガンは南緯6°50’42” – 6°55’44”、東経109°37’55” – 109°42’19”に位置する。
| 北 | ジャワ海                 |
| 南 | ペカロンガン県、バタン県 |
| 西 | ペカロンガン県           |
| 東 | バタン県                 |

ペカロンガンは4つの区と27の村に分かれる。総面積は45.25km2で、中部ジャワ州の0.14%を占める。
| Pekalonganの気候     | Pekalonganの気候 | Pekalonganの気候 | Pekalonganの気候 | Pekalonganの気候 | Pekalonganの気候 | Pekalonganの気候 | Pekalonganの気候 | Pekalonganの気候 | Pekalonganの気候 | Pekalonganの気候 | Pekalonganの気候 | Pekalonganの気候 | Pekalonganの気候  |
| 月                   | 1月              | 2月              | 3月              | 4月              | 5月              | 6月              | 7月              | 8月              | 9月              | 10月             | 11月             | 12月             | 年                |
| -------------------- | ---------------- | ---------------- | ---------------- | ---------------- | ---------------- | ---------------- | ---------------- | ---------------- | ---------------- | ---------------- | ---------------- | ---------------- | ----------------- |
| 日平均気温 °C （°F） | 26.0 (78.8)      | 26.5 (79.7)      | 26.9 (80.4)      | 27.4 (81.3)      | 27.5 (81.5)      | 27.0 (80.6)      | 26.4 (79.5)      | 26.7 (80.1)      | 27.3 (81.1)      | 27.6 (81.7)      | 27.4 (81.3)      | 26.8 (80.2)      | 27.0 (80.6)       |
| 降水量 mm （inch）   | 632.5 (24.902)   | 415.4 (16.354)   | 327.0 (12.874)   | 195.1 (7.681)    | 152.6 (6.008)    | 87.7 (3.453)     | 82.1 (3.232)     | 74.2 (2.921)     | 81.4 (3.205)     | 143.6 (5.654)    | 186.3 (7.335)    | 319.5 (12.579)   | 2,697.4 (106.197) |
| 平均降水日数         | 18.4             | 16.6             | 16.5             | 13.8             | 10.6             | 8.5              | 4.7              | 4.5              | 5.2              | 8.8              | 14.8             | 17.6             | 140.0             |
| 出典：               |                  |                  |                  |                  |                  |                  |                  |                  |                  |                  |                  |                  |                   |

## 交通
ペカロンガンはジャカルタとスラバヤの間に有る。ペカロンガンの交通施設には以下のものが有る。
1. ペカロンガン駅：夜行列車のアルゴ・ブロモ・アングレク以外の全ての列車が停車する。
2. ペカロンガン・バス・ターミナル

## 観光地
- バティック博物館
- カウマン・バティック観光村(Kampoeng Batik Kauman)
- ペシンドン・バティック観光村
- メドノ観光村
- ランドゥンサリ・カンティング観光村
- パシル・ケンカナ浜
- スラマラン・インダー浜
- ペカロンガン・マングローブ公園
- 英雄の碑
- ジェタユ文化地区

## 商業
ペカロンガンはバティックが有名である。染織は小規模工場では手作業によって、大工場では印刷によって行われる。経済の大黒柱の産業だったが、1998年のインドネシア経済危機で崩壊したのち、部分的に回復して来ている。現在ではそのほかにも多くの商業・産業の活動が有る。
- 造船所(伝統的木製と、現代の硝子繊維製の両方が有る。)
- 小規模バティック産業
- 小規模菓子産業
- 漁港
- 魚缶詰工場
- ショッピングモール
- 豪華ホテル

## ペカロンガン出身の有名人
- ジョージ・ジュヌス・アディジョンドゥロ(社会学者)
- ベブ・バクイス(サッカー選手・監督)
- マリア・デルモウトゥ(文学者)
- ハルトノ・レクソ・ダルソノ(軍人)
- アブドゥル・ラフマン・サレー(検察官)
- アジズ・サッタル(俳優、喜劇役者、歌手)
- ホエゲン・イマム・サントソ (警察長官)

## 参考資料
- Knight, G.R. (1995) Gully Coolies, Weed-Women and Snijvolk: The Sugar Industry Workers of North Java in the Early Twentieth Century. Modern Asian Studies 28(1):51-76.
- Ricklefs, M.C. (1986) Some Statistical Evidence on Javanese Social, Economic and Demographic History in the Later Seventeenth and Eighteenth Centuries. Modern Asian Studies 20(1):1-32.